# سنجاب زمینی آلاشایی
سنجاب زمینی آلاشایی (نام علمی: Spermophilus alashanicus) نام یک گونه از سرده دانه‌دوست‌ها است.